# Elefántcsontpart az 1992. évi nyári olimpiai játékokon
Elefántcsontpart a spanyolországi Barcelonában megrendezett 1992. évi nyári olimpiai játékok egyik részt vevő nemzete volt. Az országot az olimpián 3 sportágban 13 sportoló képviselte, akik érmet nem szereztek.

## Atlétika
Férfi
| Versenyző                                                         | Versenyszám     | Előfutam | Előfutam | Előfutam | Negyeddöntő | Negyeddöntő | Negyeddöntő | Elődöntő | Elődöntő | Elődöntő | Döntő   | Döntő    |
| Versenyző                                                         | Versenyszám     | Idő      | Hely.    | Össz.    | Idő         | Hely.       | Össz.       | Idő      | Hely.    | Össz.    | Idő     | Helyezés |
| ----------------------------------------------------------------- | --------------- | -------- | -------- | -------- | ----------- | ----------- | ----------- | -------- | -------- | -------- | ------- | -------- |
| Jean-Olivier Zirignon                                             | 100 m           | 10,55    | 3.       | 20.*     | 10,54       | 8.          | 24.         | kiesett  | kiesett  | kiesett  | kiesett | kiesett  |
| Ouattara Lagazane                                                 | 200 m           | 21,13    | 4.       | 28.      | 21,39       | 7.          | 35.         | kiesett  | kiesett  | kiesett  | kiesett | kiesett  |
| Franck Waota Jean-Olivier Zirignon Gilles Bogui Ouattara Lagazane | 4 × 100 m váltó | 40,02    | 6.       | 13.      |             |             |             | 39,46    | 4.       | 10.      | 39,31   | 8.       |

Női
| Versenyző                                               | Versenyszám     | Előfutam | Előfutam | Előfutam | Negyeddöntő | Negyeddöntő | Negyeddöntő | Elődöntő | Elődöntő | Elődöntő | Döntő   | Döntő    |
| Versenyző                                               | Versenyszám     | Idő      | Hely.    | Össz.    | Idő         | Hely.       | Össz.       | Idő      | Hely.    | Össz.    | Idő     | Helyezés |
| ------------------------------------------------------- | --------------- | -------- | -------- | -------- | ----------- | ----------- | ----------- | -------- | -------- | -------- | ------- | -------- |
| Ziga Foufoué                                            | 100 m           | 11,77    | 6.       | 35.      | kiesett     | kiesett     | kiesett     | kiesett  | kiesett  | kiesett  | kiesett | kiesett  |
| Olga Mutanda                                            | 200 m           | 24,19    | 6.       | 36.      | kiesett     | kiesett     | kiesett     | kiesett  | kiesett  | kiesett  | kiesett | kiesett  |
| Alimata Koné                                            | 400 m           | 53,76    | 5.       | 28.      | 53,80       | 8.          | 29.         | kiesett  | kiesett  | kiesett  | kiesett | kiesett  |
| Louise Ayétotché Alimata Koné Olga Mutanda Ziga Foufoué | 4 × 100 m váltó | kizárták | kizárták | kizárták |             |             |             |          |          |          | kiesett | kiesett  |

| Versenyző     | Versenyszám | Selejtező | Selejtező | Döntő    | Döntő    |
| Versenyző     | Versenyszám | Eredmény  | Helyezés  | Eredmény | Helyezés |
| ------------- | ----------- | --------- | --------- | -------- | -------- |
| Lucienne N'Da | Magasugrás  | 179 cm    | 37.       | kiesett  | kiesett  |

 – két másik versenyzővel azonos időt ért el

## Cselgáncs
Férfi
| Versenyző        | Versenyszám | Selejtező                       | 32-es főtábla                   | Nyolcaddöntő      | Negyeddöntő       | Elődöntő          | Vigaszág első kör | Vigaszág nyolcaddöntő | Vigaszág negyeddöntő | Vigaszág elődöntő | Bronz- mérkőzés   | Döntő             | Helyezés |
| Versenyző        | Versenyszám | Ellenfél Eredmény               | Ellenfél Eredmény               | Ellenfél Eredmény | Ellenfél Eredmény | Ellenfél Eredmény | Ellenfél Eredmény | Ellenfél Eredmény     | Ellenfél Eredmény    | Ellenfél Eredmény | Ellenfél Eredmény | Ellenfél Eredmény | Helyezés |
| ---------------- | ----------- | ------------------------------- | ------------------------------- | ----------------- | ----------------- | ----------------- | ----------------- | --------------------- | -------------------- | ----------------- | ----------------- | ----------------- | -------- |
| Moshe Pennavayre | Váltósúly   | João de Souza (ANG) · 0000-0010 | kiesett                         | kiesett           | kiesett           | kiesett           |                   |                       |                      |                   |                   |                   | 34.      |
| Isaac Angbo      | Középsúly   | erőnyerő                        | Andrés Franco (CUB) · 0000-0001 | kiesett           | kiesett           | kiesett           |                   |                       |                      |                   |                   |                   | 21.      |

## Kajak-kenu

### Síkvízi
Férfi
| Versenyző                   | Versenyszám        | Előfutam | Előfutam | Előfutam | Vigaszág | Vigaszág | Vigaszág | Elődöntő | Elődöntő | Elődöntő | Döntő   | Döntő    |
| Versenyző                   | Versenyszám        | Idő      | Hely.    | Össz.    | Idő      | Hely.    | Össz.    | Idő      | Hely.    | Össz.    | Idő     | Helyezés |
| --------------------------- | ------------------ | -------- | -------- | -------- | -------- | -------- | -------- | -------- | -------- | -------- | ------- | -------- |
| Koutoua Abia Drissa Traouré | Kajak kettes 500 m | 1:46,95  | 8.       | 28.      | 1:47,72  | 7.       | 21.      | kiesett  | kiesett  | kiesett  | kiesett | kiesett  |